# Leioproctus eucalypti
Leioproctus eucalypti är en biart som först beskrevs av Cockerell 1916.  Leioproctus eucalypti ingår i släktet Leioproctus och familjen korttungebin. Inga underarter finns listade i Catalogue of Life.